# 長沼美衣奈
長沼 美衣奈（ながぬま みいな、2001年1月27日 - ）は、関西を中心に活動しているエレクトーン奏者。

## 人物・経歴
- 名古屋生まれ。小学2年から大阪で育った。[2]
- 3歳よりヤマハ音楽教室に通い、4歳よりエレクトーン、6歳よりピアノを始める。
- 大阪府立夕陽丘高等学校音楽科卒業。
- 相愛大学音楽学部音楽学科創作演奏専攻電子オルガン課程卒業[1]。
- 2015年、JOCシティコンサートin大阪に出演。
- ジュニアエレクトーンフェスティバル2010、2014全日本大会ファイナリスト。
- ヤマハエレクトーンコンクール2017選考会奨励賞。
- 2023年7月、エレクトーン演奏グレード2級取得[3]。
- 2025年1月6日より、おはよう朝日です（ABCテレビ）のエレクトーン奏者として出演。月曜日から水曜日まで担当。

## 主な出演

### コンサート
- 「長沼美衣奈　Electone Concert」 2025年2月16日（日）／大阪市立阿倍野区民センター 小ホール

### テレビ
- おはよう朝日です（ABCテレビ、2025年1月6日 - ） - エレクトーン演奏者（月～水曜日）[4]

### YouTube
- ヤマハJOCチャンネル
  - 長沼美衣奈 Electone Concert 当日裏側密着ドキュメント（2025年3月10日）
  - はなマルMusic Teacher（2024年）- まなまるとのWガイド役
  - What's JOC?（2023年）- ガイド役
  - JOCチャンネルNEWS（2022年）- キャスター役
  - タイムカプセル 未来の私へ #1（2022年）- ドキュメント番組

### 音楽
- アルバム「times」（2025年2月リリース）　※iTunesをはじめ各種サイトにて発売中